# Кац, Адольф Иосифович
Адольф Иосифович Кац (31 марта 1913, Ботошаны, Королевство Румыния — ?) — советский экономист, доктор экономических наук (1964).

## Биография
В 1933 году окончил юридическо-экономический факультет Бухарестского университета. Ещё будучи студентом в 1930 году стал членом подпольной компартии Румынии. С 1934 года на научной работе. В 1940 году, с присоединением Бессарабии и Северной Буковины к СССР, стал гражданином СССР. Участник Великой Отечественной войны. Член КПСС с 1960 года. Диссертацию доктора экономических наук по теме «Положение пролетариата США при империализме» защитил в 1964 году (за два года до того эта работа вышла в виде монографии).
С 1952 года в Институте экономики АН СССР, НИИ труда при Государственном комитете Совета Министров СССР по вопросам труда и Институте мировой экономики и международных отношений АН СССР.

## Семья
Брат — доктор экономических наук Владимир Иосифович Кац, племянник — доктор экономических наук Леонид Владимирович Сабельников.

## Публикации
- Положение пролетариата США при империализме. М.: Издательство АН СССР, 1962. — 603 с.
- Производительность труда в СССР и главных капиталистических странах. М.: Экономика, 1964. — 245 с.
- Стимулирование эффективной работы предприятий. М.: Экономика, 1964. — 157 с.
- Труд при капитализме: Статистический сборник / Научный руководитель — доктор экономических наук А. И. Кац. Научно-исследовательский институт труда. Государственный комитет Совета Министров СССР по вопросам труда и заработной платы. М.: Мысль, 1964. — 958 с.
- О последовательном осуществлении принципиальных установок экономической реформы. М.: Институт экономики АН СССР, 1966. — 120 с.
- Динамический экономический оптимум. Том 1. М. Институт мировой экономики и международных отношений АН СССР, 1968. — 72 с.
- Динамический экономический оптимум. М.: Экономика, 1970. — 200 с.
- О динамической оптимизации социалистического экономического развития. М.: Институт экономики АН СССР, 1973. — 39 с.
- Социалистическое соревнование и экономическое стимулирование. М.: Институт экономики АН СССР, 1978. — 66 с.